# أيام وليالي في ووهان
أيام وليالي في ووهان (بالصينية: 武汉日夜) هو فيلم وثائقي دعائي لعام 2021 يشرح بالتفصيل جائحة كوفيد 19 في ووهان، خوبي الصين. أخرج الفيلم تساو جينلينج، وشارك في إنتاجه الحزب الشيوعي الصيني وإدارة دعاية خوبي. صدر فيلم «أيام وليالي في ووهان» في الصين في 22 يناير 2021. من غير المعروف ما إذا كانت هناك خطط لإطلاق الفيلم خارج الصين.
يعرض الفيلم أغنية بعنوان «أنت لطيف جدا» للممثلة والمغنية الصينية زهو تشون.